# Francisco Manzo
Gral. Francisco R. Manzo fue un militar mexicano que participó en la Revolución mexicana. Nació en el mineral de San Marcial Guaymas, Sonora en 1885. En 1913 se adhirió a la rebelión constitucionalista, luchando al lado del general Álvaro Obregón. A principios de 1914 asumió el mando de la escolta de Venustiano Carranza, cuando éste viajó a Sonora y Chihuahua. Participó en la Batalla de Celaya y la de Trinidad, obteniendo el grado de general en 1915. Fue subsecretario de Guerra y Marina de 1926 a 1929, año en que se levantó en armas como uno de los dirigentes de la Rebelión escobarista. Antes del final de la lucha armada marchó a los Estados Unidos. Murió en Guaymas, Sonora en 1940.